# SK LSPA/Riga
Le SK LSPA/Riga (en letton : SK LSPA/Rīga) est un club de hockey sur glace de Riga en Lettonie. Il évolue dans le Latvijas čempionāts, l'élite lettone.

## Historique
Le club est créé en 1999 sous le nom de SK Rīga 20. Il change de nom à l'issue de la saison 2007-2008.

## Palmarès
- Aucun titre.